# Chiesa dei Santi Nicolò e Agata
La chiesa dei Santi Nicolò e Agata è la parrocchiale di Zola Predosa, in città metropolitana ed arcidiocesi di Bologna; fa parte del vicariato di Bologna Ovest.

## Storia
Anticamente a Zola sorgevano tre chiese principali, dedicate a San Michele Arcangelo, a San Giovanni Battista e a San Cassiano; tali edifici di culto vennero probabilmente distrutti assieme al castello zolese.
La primitiva chiesa di Zola sorse nel 1144, anche se la prima menzione che ne attesta la presenza risale al 1172 ed è da ricercare in un atto conservato presso l'archivio dell'abbazia di San Silvestro di Nonantola, grazie al quale si conosce che l'abate Alberto aveva messo a disposizione di varie chiese, tra le quali quella zolese, alcuni terreni. Nel 1325 il castello venne nuovamente distrutto e pure la chiesa subì tale sorte; furono perciò ricostruiti. Nel 1366 la chiesa risultava filiale della pieve di San Lorenzo in Collina; all'inizio del XV secolo, con l'unione di Predosa con Zola, la chiesa zolese ricevette il doppio titolo di San Nicolò e Sant'Agata.
Nel 1682 la chiesa venne resa autonoma rispetto alla pieve di San Lorenzo venendo eretta in parrocchia. All'inizio del 1769 l'abate Patuzzi, constatando che la chiesa, situata lontana dal paese, versava in cattive condizioni, decise di costruirne una nuova nel borgo; a tal fine nel 1776 venne acquistato un terreno, già appartenente alla famiglia Albergati, che fu adattato, per erigervi il nuovo tempio, dall'imolese Cosimo Morelli. La prima pietra dell'attuale parrocchiale venne posta nella prima metà del 1777 dall'arcivescovo di Bologna Andrea Gioannetti; l'edificio fu portato a termine il 14 luglio 1781, benedetto il 16 e cominciò ad ospitare le funzioni a partire dal 22 di quel mese.
Nel frattempo, nel 1780 era iniziata la costruzione del campanile, progettato da Giuseppe Jamorini e ultimato nel 1783.
Nel 1786 sia la chiesa che la torre furono restaurati e ulteriori interventi di ristrutturazione vennero condotti nel corso del XX secolo.

## Descrizione

### Facciata
La facciata della chiesa è a salienti; la parte centrale è tripartita da quattro paraste poggianti su dei basamenti e sorreggenti la trabeazione e il timpano; nelle parti laterali si aprono due nicchie ospitanti altrettante statue ritraenti i Santi Nicolò Vescovo ed Agata Vergine e Martire, scolpite da Alessandro Barbieri.

### Interno
Presenta un interno in stile neoclassico con grandi cappelle laterali passanti, la cui spazialità è tanto accentuata da costituire quasi delle navate laterali, divise dall'assemblea da un colonnato corinzio.
Opere di pregio conservate all'interno della chiesa sono gli affreschi raffiguranti la Gloria dei Santi Nicolò e Agata e l'Assunzione di Maria, eseguiti nel 1842 da Luigi Samoggia e da Alessandro Guardassoni, la pala avente come soggetto San Nicolò, dipinta da Alessandro Maria Trocchi, e l'organo, modificato nel 1854 dai fratelli Rasori.
Campanile e Campane
Il campanile (la cui struttura è leggermente ruotata rispetto al corpo centrale della chiesa cui è addossato), è sormontato da un'elegante guglia e dotato di orologio con quadranti su due dei quattro lati.
Nell'ampia cella campanaria, illuminata da bifore, è custodito un eccellente concerto di 4 campane, annoverato tra i migliori della diocesi e che da sempre viene paragonato ai similari "doppi" della chiesa Arcipretale San Giorgio di Piano e della Basilica dei Santi Bartolomeo e Gaetano a Bologna. Qui di seguito, i dati tecnici dei bronzi:
1^ Campana (Grossa):                                                   Nota: Mi3; diametro: cm 113,6; fonditore: Clemente Brighenti; anno: 1863; peso: circa kg 900
2^ Campana (Mezzana):                                                Nota: Fa#3; diametro: cm 100,6; fonditore: Clemente Brighenti; anno: 1863; peso: circa kg 600
3^ Campana (Mezzanella):                                            Nota: Sol#3; diametro: cm 90,3; fonditore: Clemente Brighenti; anno: 1863; peso: circa kg 450
4^ Campana (Piccola):                                                   Nota: Si3; diametro: cm 76,5; fonditore: Clemente Brighenti; anno: 1863; peso: circa kg 300
Magistralmente montato su "castello" in legno secondo i canoni di montaggio del suono "alla bolognese", il concerto viene suonato manualmente"a doppio" dalla locale squadra campanaria per le solennita' e le varie ricorrenze. 
Per risparmiare le campane e le loro armature da interventi di elettrificazione che potessero deturparne l'estetica o interferire con la libera possibilità di suonarle manualmente "a doppio", per il suono dei vari "segni" delle funzioni ordinarie (feriali e festive) non solenni, si è optato per l'installazione di un impianto di campane elettroniche con diffusori ad altoparlante, con campionamento di suoni ad alta fedeltà che consente al campanile di far udire quotidianamente la sua "voce" senza intaccare in alcun modo l'estetica, l'integrità e la funzionalità dei bronzi e delle relative armature, veri capolavori di falegnameria, di artigianato e di meccanica.